# Пероз II
Пероз II (Пероз Гушнаспдех) — царь царей (шахиншах) Ирана, правил в конце 631 года.
О нём никаких данных почти нет. Известно, что он был привезён знатью в Ктесифон из Мешиха и насильно сделан шахиншахом. Невозможно определить принадлежность Пероза к Сасанидам. Однако, у средневековых историков по поводу периода между Буран и Йездигердом III не существовало единого мнения по именам правителей-временщиков и их очерёдности. Современные исследователи в связи с отсутствием материальных доказательств их правления также не дают ясности.
Через короткое время (один-два месяца) шах Пероз был лишён власти войском и казнён. Его монеты не были найдены, поэтому считается, что он не успел их отчеканить.